# Wilhelm Doms
Wilhelm Doms (* 8. Oktober 1868 in Ratibor, Oberschlesien; † 14. Februar 1957 in Berlin) war ein deutscher Künstler und Schriftsteller. Seine Kunstwerke erinnern an Alfred Kubin, Marcus Behmer und Paul Scheerbart.

## Leben und Beruf
Wilhelm Doms war ein Sohn des Tabakindustriellen Heinrich Doms. Sein Urgroßvater war der Tabakindustrielle in Ratibor Joseph Doms (1780–1853). Die Brüder Julius und Herbert Doms waren seine Neffen.
Nach dem Abitur im Gymnasium in Ratibor studierte er Physik in Genf und dann Musik in Leipzig.  Zuerst eignete er sich seit 1896 die Kunst zum Teil als Autodidakt in München an. Danach studierte er in München die Malerei an der Kunstakademie. Im Jahr 1904 stellte er erstmals seine Werke auf Ausstellungen in München und Düsseldorf aus.
Ab 1907 lebte er als Maler, Radierer und Zeichner in Berlin. 1937 wurden in der Nazi-Aktion „Entartete Kunst“ seine Lithografie Kopf aus dem Stadtmuseum Dresden beschlagnahmt und zerstört. 1942 wurde seine Wohnung und das Atelier im Haus Barbarossaplatz 2 durch ein Bombardement zerstört – ein Großteil der Kunstwerke ging dadurch verloren. Nach seinem Tod erschien 1962 im Brentano-Verlag in Stuttgart eine Sammlung seiner Kunstwerke Gemälde–Aquarelle–Graphik; das Vorwort und die Bemerkungen zur Persönlichkeit Wilhelm Doms schrieb der Theologe Herbert Doms.
Er gründete in Berlin den Mensch–Erde–Bund, der 1919 in die Deutsche Gesellschaft zur internationalen Regelung der Bevölkerungspolitik e. V. umbenannt wurde.

## Kunstwerke (Auswahl)
- Warzenschweine, Radierung 1906.
- Dämmerung, Radierung 1906.
- Grotesken, 12 Radierungen 1907.
- Groteske Tiere, Radierung.
- Ungeheuer–Groteske, Radierung 1916.
- Köder, Radierung Aquatinta 1909.
- Das Scheusal, Radierung.
- Drei Frauen in einer südländischen Stadt, Ölgemälde 1923.
- Vestalin, Ölgemälde.
- Ringer–Kämpfer, Radierung um 1930.
  - Herbert Doms, Johannes Langner: Wilhelm Doms 1868–1957; Gemälde–Aquarelle–Graphik. Brentano-Verlag, Stuttgart 1962.

## Schriften
- Die Odyssee der Seele. Tagebuchblätter. Mit Federzeichnungen des Verfassers. Piper, München/ Leipzig 1907.
- Raum für alle hat die Erde! G. Müller, München 1919.
  - zweite, veränderte Auflage unter dem Titel: Entvölkerung oder Barbarei! Baumann, Berlin 1920.
- mit Gottfried Keller: Die Geisterseher. Novelle. Mit Zeichnungen von Wilhelm Doms. Flemming & Wiskott, Glogau 1924.
- mit August Scholtis: Dreiunddreißig Lieder aus Hultschin. Mit Federzeichnungen von Wilhelm Doms. Rabenpresse, Berlin 1935, DNB 36264909X
- mit August Scholtis: Klepitko trifft immer. Ein oberschlesisches Leben in Anekdoten. Rabenpresse, Berlin 1936.